# Sokowninka (obwód kurski)
Sokowninka (ros. Соковнинка) – osiedle przy mijance w zachodniej Rosji, w sielsowiecie naumowskim rejonu konyszowskiego w obwodzie kurskim.

## Geografia
Miejscowość położona jest w pobliżu źródeł Czmaczy (lewy dopływ Swapy), 7,5 km od centrum administracyjnego sielsowietu (Naumowka), 10 km na północny zachód od centrum administracyjnego rejonu (Konyszowka), 67 km na północny zachód od Kurska.
W osiedlu znajduje się 7 posesji.
Klimat
Miejscowość, jak i cały rejon, znajduje się w strefie klimatu kontynentalnego z łagodnym ciepłym latem i równomiernie rozłożonymi opadami rocznymi (Dfb w klasyfikacji klimatów Köppena).

## Demografia
W 2010 r. osiedle zamieszkiwało 14 osób.